# Фрегаты типа «Ивер Хюитфельд»
Фрегаты типа «Ивар Хуитфельдт» (Projekt Patruljeskib, дат. проект патрульного корабля) — серия из трёх фрегатов ВМС Дании. Все три корабля введены в строй в 2011 году. Предназначены для замены трёх устаревших корветов типа «Нильс Юэль».
Носит имя И. Хуитфельдта (1665—1710), датско-норвежского военно-морского офицера, адмирала, героя Великой Северной войны.

## История
Прототипом фрегата стал
корабль управления и поддержки «Абсалон». Благодаря использованию основных конструкторских решений, воплощённых в предшественнике, удалось существенно снизить стоимость фрегата. Фрегат поддерживает стандартную для датского флота модульную концепцию StanFlex и имеет 6 слотов для сменных модулей.
В отличие от «Абсалона», который разрабатывался как корабль управления и поддержки, фрегаты типа «Ивер Хуитфельдт» предназначены для решения боевых задач. В перспективе планируется оснастить их крылатыми ракетами «Томагавк», после чего они станут первыми ударными кораблями датского флота.

## Конструкция
Корпус семипалубный с 15 водонепроницаемыми отсеками. По сравнению с прототипом у фрегата на одну палубу меньше и отсутствует внутренняя многофункциональная палуба. Приняты специальные меры для снижения радио- и инфракрасной сигнатуры, акустических шумов и магнитных полей. Дымовая труба специально сконструирована для защиты антенны РЛС SMART-L от горячих отработанных газов. С целью защиты экипажа от средств массового поражения (радиоактивные загрязнения, химическое и биологическое оружие) корабль разделён на шесть изолированных зон с автономными воздушными фильтрами и шлюзами для перехода в соседние отсеки.

### Энергетическая установка
Двигательная установка фрегат выполнена по схеме CODAD. В её состав входят 4 дизеля MTU 20V 8000 M70, установленных попарно в двух машинных отделениях. Максимальная скорость составляет 28 узлов.
Корабль обеспечивается электроэнергией от двух дизель-генераторов, включающих дизели фирмы «Катерпиллер» (CAT3512 и CAT3508) генератор Лерой-Соммер (Leroy-Somer). Мощность дизель-генераторов 1360 кВт (1850 л.с.) и 920 кВт (1250 л.с.).
На корабле установлены два руля фирмы Беккер, носовое подруливающее устройство мощностью 900 кВт (1200 л.с.), активные стабилизаторы.

## Строительство
Строительство кораблей осуществляется в три этапа. На первом этапе в доке происходит сборка корпуса из сварных блоков. На втором этапе устанавливается общекорабельное оборудование. После спуска на воду корабль буксируется на военно-морскую базу Корсор (Naval Station Korsor), где устанавливается вооружение и аппаратура военного назначения.
Постройка головного корабля началась в феврале 2008 года. Сборка корабля из блоков осуществляется на верфи Lindø в Оденсе (Odense Staalskibsværft). Блоки для сборки корпуса производятся на Балтийском заводе в Клайпеде (Литва) и на буксируемой барже доставляются в Оденсе. В производстве блоков занята также верфь Локса (Эстония). Все три верфи входят в состав компании AP Møller-Maersk A/S.
Стоимость контракта на строительство трёх кораблей составляет 4,7 млрд датских крон или в среднем 1,5 млрд крон (€210 млн.) на один корабль. Для сравнения, фрегаты типа FREMM стоят от €280 млн. (французский вариант) до €350 млн. (итальянский вариант), голландский фрегат «Де Зевен Провинсиен» и испанский фрегат «Альваро де Базан» — €400 млн, немецкий фрегат «Заксен» — €700 млн.

## Вооружение

### Боевые системы
Фрегаты оснащаются боевой информационно-управляющей системой Terma C-flex, собранной из коммерчески доступных компонентов, включая серверы, консольные и интерфейсные компьютеры, коммутаторы локальной сети и блоки бесперебойного питания (всё в 19-дюймовых сменных модулях). Система построена на основе открытой архитектуры T-Core.
C-flex обрабатывает информацию от сенсоров, в реальном времени строит трёхмерную модель боевой обстановки и выдаёт данные для управления оружием. Через тактическую сеть обмена данными фрегат обменивается информацией с другими боевыми единицами на море, на суше и в воздухе.

### Электронное оборудование
Электронное оборудование, установленное на фрегате, включает:
- РЛС дальнего обнаружения SMART-L (дальность 400 км[7]);
- Многофункциональная РЛС APAR, осуществляющая сопровождение целей и наведение зенитных ракет;
- Навигационная РЛС Furuno;
- Внутрикорпусная гидроакустическая станция Atlas ASO 94;
- Инфракрасный визир Seastar Seafire III;
- РЛС управления стрельбой Saab CEROS 200;
- Система электронного предупреждения и оценивания EDO.

### Система ПВО
Система ПВО, которой оснащены фрегаты типа «Ивер Хуитфельдт», аналогична системе ПВО голландских фрегатов типа «Де Зевен Провинсиен» и немецких фрегатов типа «Заксен». Основу системы составляют радар дальнего обнаружения SMART-L диапазона L и многофункциональный радар APAR диапазона I. РЛС APAR осуществляет сопровождение целей и управление ракетами в режиме прерывистого постоянного излучения (Interrupted Continuous Wave Illumination, ICWI). Система рассчитана на одновременное управление 32 ракетами, из которых 16 находятся на конечном участке траектории в режиме полуактивного самонаведения. Боезапас размещён в УВП Mk41 (4 модуля по 8 ячеек, до 32 ракет SM-2 IIIA) и УВП Mk56 (2 модуля по 6 контейнеров, до 24 ракет ESSM).
В качестве оружия ПВО самообороны в задней части корабля на крыше ангара установлен 35-мм зенитный автомат «Эрликон Миллениум».

### Артиллерия
В первоначальном варианте фрегат вооружён двумя 76-мм артиллерийскими установками «ОТО Бреда». Они расположены в носовой части корабля линейно-возвышенно и занимают слоты А и B. В перспективе в слоте А будет установлено 127-мм орудие, а в слоте B — второй 35-мм зенитный автомат «Эрликон Миллениум».

### Вертолёт
Фрегат оборудован взлётно-посадочной площадкой и стационарным ангаром для базирования вертолёта среднего размера, подобного AW101. Площадка может принимать более тяжёлые вертолёты весом до 20 тонн.

### Постановщики помех
Корабль оснащён 12-ствольной 130-мм пусковой установкой пассивных помех, рассчитанной на запуск боеприпасов системы Seagnat. Установка обеспечивает полный 360° сектор обстрела против подлетающих противокорабельных ракет.

## Экипаж
Экипаж фрегата состоит из 101 человека, которые разделены на 4 дивизиона:
| Наименование дивизиона | Всего | Офицеров | Старшин | Матросов |
| ---------------------- | ----- | -------- | ------- | -------- |
| Медицинский дивизион   | 32    | 8        | 3       | 21       |
| Дивизион вооружений    | 17    | 2        | 3       | 12       |
| Инженерный дивизион    | 32    | 6        | 3       | 23       |
| Дивизион управления    | 20    | 2        | 4       | 14       |
| Всего                  | 101   | 18       | 13      | 70       |

Всего на корабле может быть размещено 165 человек. Дополнительные места предназначены для штабного персонала, команды вертолёта, врачей, курсантов.

## Состав серии
| Название        | Номер | Заложен    | Спущен     | В строю    | Статус                          |
| --------------- | ----- | ---------- | ---------- | ---------- | ------------------------------- |
| Iver Huitfeldt  | F361  | 02.06.2008 | 11.3.2010  | 21.1.2011  | В составе 2-й эскадры ВМФ Дании |
| Peter Willemoes | F362  | 12.03.2009 | 21.12.2010 | 22.06.2011 | В составе 2-й эскадры ВМФ Дании |
| Niels Juel      | F363  | 22.12.2009 | 21.12.2010 | 07.11.2011 | В составе 2-й эскадры ВМС Дании |